# インドネシアPGA選手権
インドネシアPGA選手権（Indonesia PGA Championship）はインドネシアプロゴルフ協会主催、ワンアジアツアーと日本ゴルフツアー機構（JGTO）の共催大会。2011年に初めて行われた。
2015年大会も当初、7月30日から4日間の日程で現地のダマイ・インダ・ゴルフ‐ブミセルポン・ダマイコースで開催予定であったが、スポンサーの都合により無期限延期されることが6月17日にJGTOから発表された。

## 歴代優勝者
- 2013年：崔虎星（チェ・ホソン、 韓国）
- 2014年：松村道央（ 日本）